# Pińczów

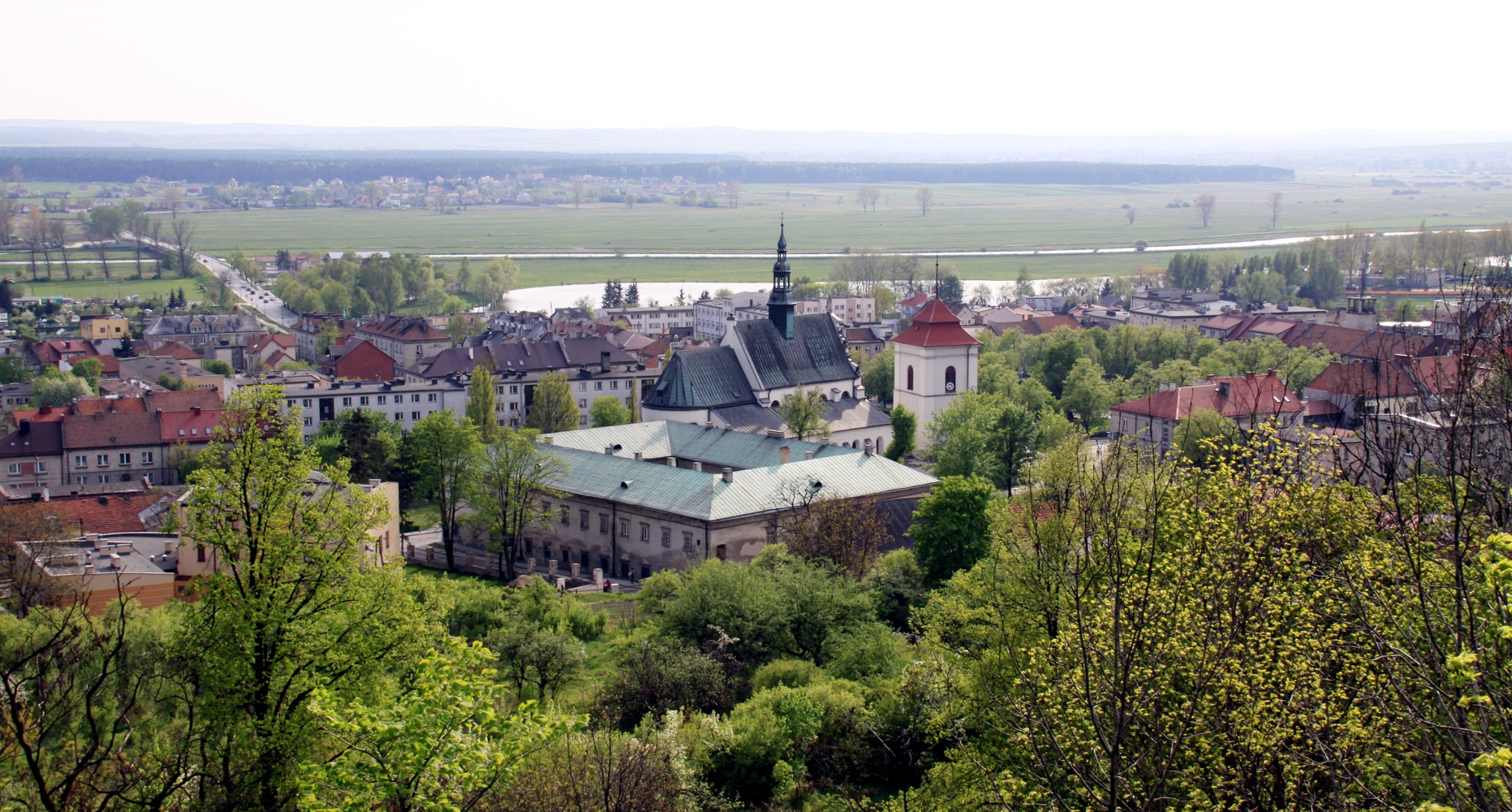
Vista de Pińczów desde el monte de Santa Ana

Pińczów (AFI: [ˈpʲiɲt͡ʂuf]) es una ciudad de Polonia en el voivodato de Santa Cruz, ayuntamiento de Pińczów. Se extiende por una área de 14 km², con 12 591 habitantes, y por tanto una densidad de población de 899 hab/km².